# Gabriel Piguet
Gabriel-Emmanuel-Joseph Piguet (nascido em 24 de fevereiro de 1887, Mâcon, falecido em 3 de julho de 1952, Clermont-Ferrand) foi um clérigo católico romano francês e bispo de Clermont-Ferrand. Envolvido na resistência católica ao nazismo, foi preso no Quartel de Sacerdotes da Concentração de Dachau em 1944. Foi o único bispo francês deportado pelos nazistas entre 1944 e 1945. Foi homenageado postumamente como um Justos entre as nações pelo Yad Vashem.

## Biografia
Gabriel Piguet era filho de Théodore Piguet, um comerciante, e Catherine Descombes. Estudou inicialmente no colégio jesuíta de Notre-Dame de Mongré, em Villefranche-sur-Saône, e ingressou no seminário de São Sulpício, em Paris, em 1904. Foi ordenado sacerdote em 2 de julho de 1910, para a diocese de Autun. Continuou seus estudos em Roma, de onde retornou com um doutorado em teologia. Em 1912, Gabriel Piguet foi nomeado vigário da Catedral de Autun.
Durante a Primeira Guerra Mundial, o jovem sacerdote foi mobilizado como padioleiro. Em setembro de 1915, recebeu um tiro na coluna que carregou pelo resto da vida. Essa lesão levou à sua dispensa em 1917. Ele recebeu a Cruz de Guerra. Retomou seu serviço na Catedral de Autun e envolveu-se na Ação Católica e no movimento juvenil. Em 1925, assumiu o cargo de Subdiretor das Obras e em 1927, tornou -se cônego honorário em Clermont. Em 1929, Hyacinthe-Jean Chassagnon o nomeou Vigário-Geral da Diocese de Clermont e Arquidiácono de Chalon-sur-Saône (Saône-et-Loire) e Louhans (Saône-et-Loire). Continuou envolvido no trabalho juvenil e fundou a Fédération Saint-Symphorien. Em 1933, ele iniciou uma peregrinação juvenil a Lourdes.

### Episcopado
O Papa Pio XI o nomeou em 7 de dezembro de 1933 como Bispo de Clermont. Recebeu a ordenação episcopal em 27 de fevereiro de 1934, pelo Bispo de Autun, Hyacinthe-Jean Chassagnon, na Catedral de Autun. Os principais co-consagradores foram Jean-Baptiste-Auguste Gonon, Bispo de Moulins, e Jean-Marcel Rodié, Bispo de Ajaccio.
Piguet dedicou-se ao trabalho juvenil e à educação cristã das crianças, bem como ao catecismo. Apoiou a educação continuada do clero e iniciou as primeiras comunidades sacerdotais. Em 1942, havia mais de cem seminaristas no seminário de Clermont. Também desenvolveu a Ação Católica e a Juventude Operária Cristã (JOC), juntando-se ao movimento da Igreja Católica para reconquistar a classe trabalhadora.

### Segunda Guerra Mundial

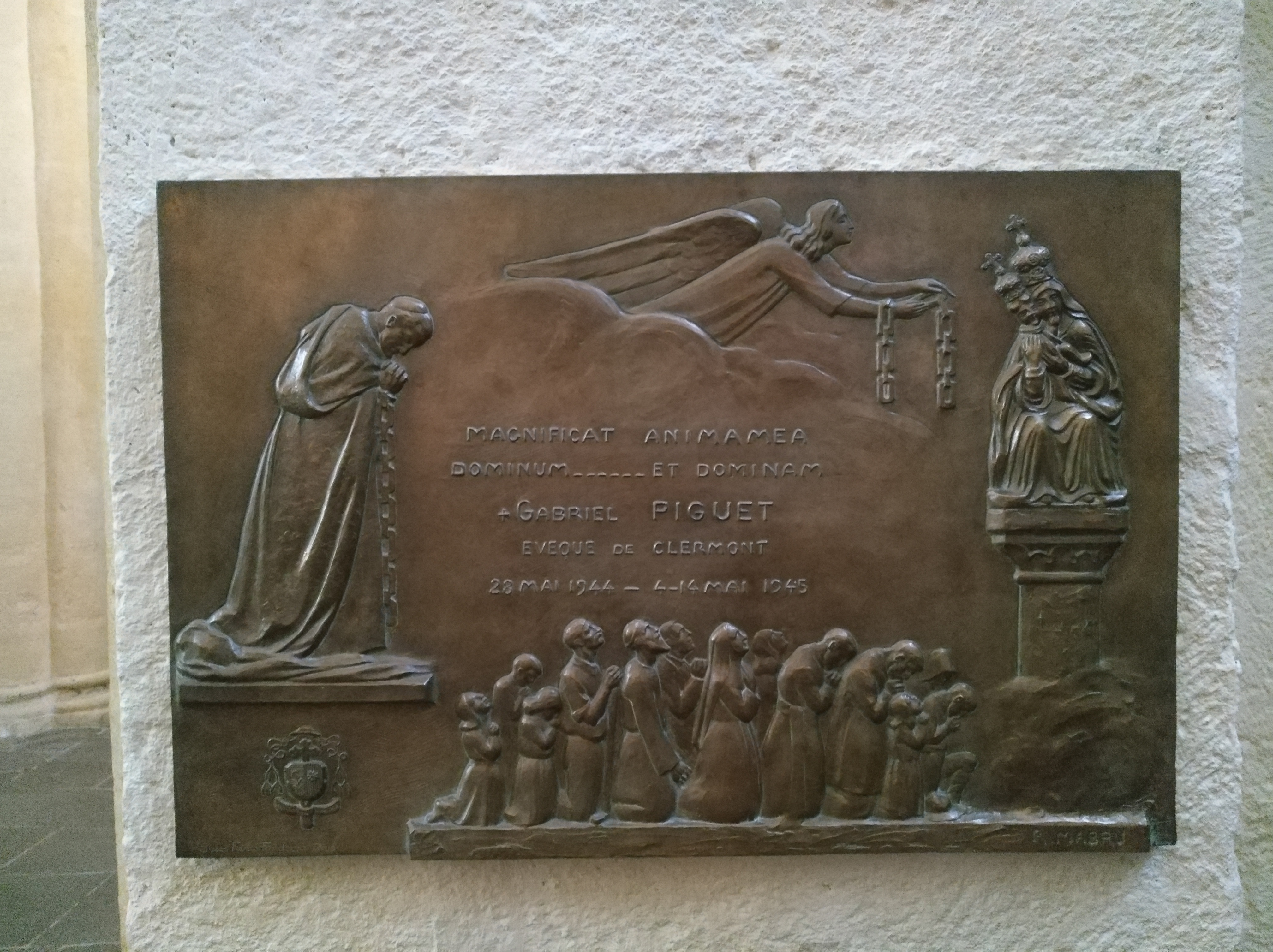
Placa em homenagem ao bispo Gabriel Piguet, na basílica de Notre-Dame du Port em Clermont-Ferrand

Gabriel Piguet foi membro da Legião dos Antigos Combatentes da Primeira Guerra Mundial (1914–1918) liderada pelo Marechal Philippe Pétain. Participou das comemorações com vestes episcopais e disponibilizou a Catedral de Clermont a partir de 1940. Foi o primeiro bispo a receber Pétain como chefe do governo francês. No entanto, seu papel durante a ocupação da França foi controverso. Ele respeitava Pétain e criticava a resistência francesa. Mas a invasão da zona sul da França pelo exército alemão e a intensificação da repressão contra os opositores do regime, bem como os judeus, revelaram outra realidade para ele. Envolveu-se naturalmente na Legião Francesa de Combatentes e tornou-se mais discreto após a advertência do núncio, Monsenhor Valerio Valeri, aos prelados e ao clero.

O bispo protegeu judeus e guerrilheiros que estavam sendo perseguidos pela Gestapo, além de emitir inúmeras certidões de batismo falsas. Piguet permitiu que crianças judias fossem escondidas dos nazistas no internato católico Saint Marguerite, em Clermont-Ferrand. Ele foi preso pela polícia alemã em sua catedral em 28 de maio de 1944 pelo crime de ajudar um padre procurado pela Gestapo. Preso primeiro em Clermont-Ferrand, ele foi deportado para o campo de concentração de Dachau em setembro, sendo alocado no quartel dos sacerdotes. Em Dachau, Piguet presidiu a ordenação secreta do Beato Karl Leisner, que morreu logo após a libertação do campo.

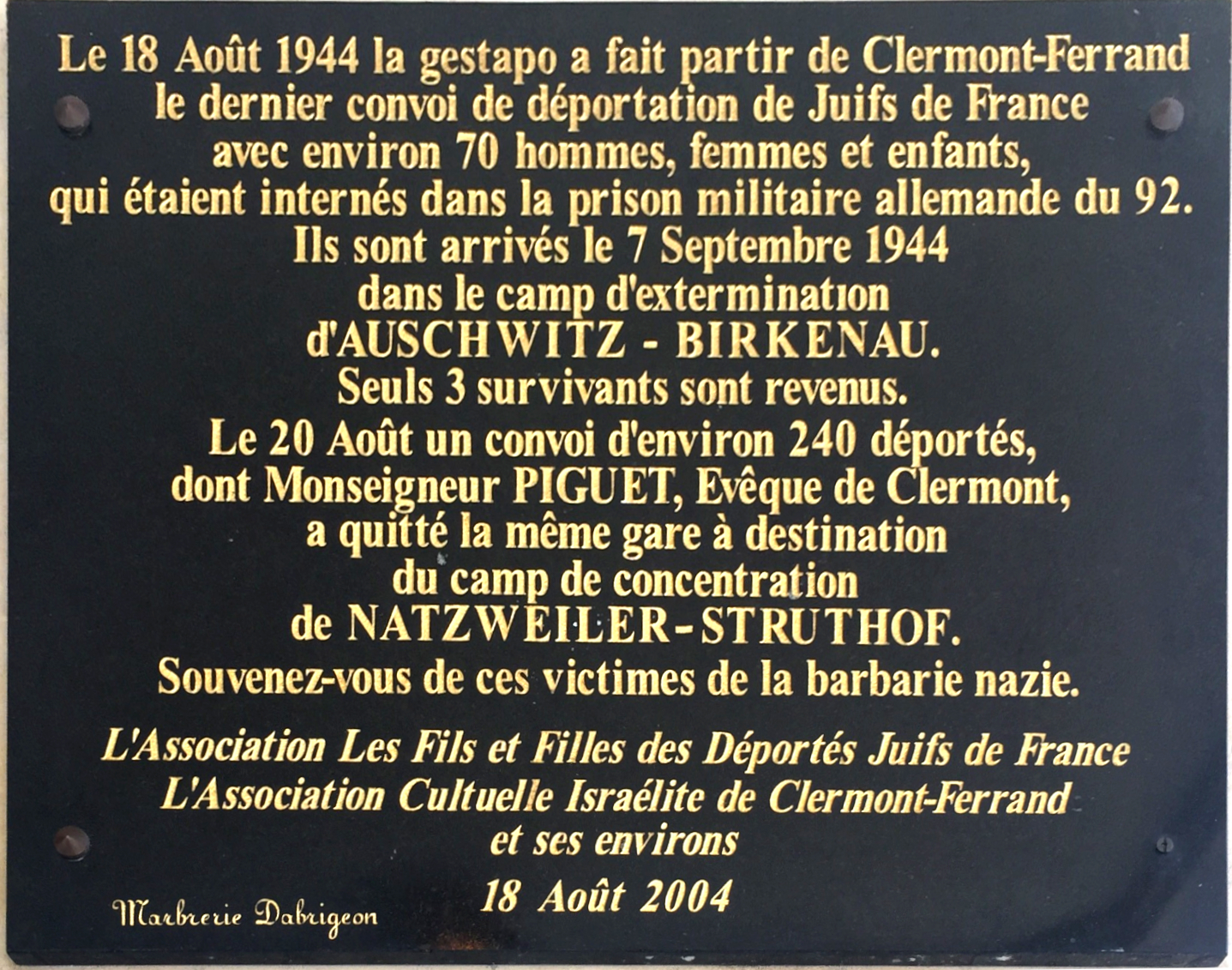
Placa da Shoah, na estação Clermont- Ferrand

Em 22 de janeiro de 1945, o bispo foi transferido para o chamado "bunker" como "prisioneiro honorário" ou "prisioneiro especial", onde estavam outros clérigos. Ele foi posteriormente levado como refém da SS, junto com Francisco Xavier von Bourbon-Parma, Peter Churchill, Léon Blum, Hermann Pünder e outros, que também foram presos em Dachau, para possíveis negociações com os Aliados. Em 24 de abril de 1945, ele foi transportado através da Alemanha em circunstâncias aventureiras com 136 companheiros prisioneiros e foi liberto no Tirol do Sul pelo oficial da Wehrmacht Wichard von Alvensleben no final da Segunda Guerra Mundial.
Fisicamente diminuído, ele havia perdido 35 kg. Em 14 de maio de 1945, o Bispo Piguet pôde retornar a Clermont-Ferrand, onde foi acolhido triunfalmente pela população. Foi o único bispo francês deportado pelos nazistas.

### Honras
Em 1949, recebeu o Prêmio Louis-Paul Miller, da Academia Francesa.

Em 7 de novembro de 2000, o Yad Vashem reconheceu o Bispo Gabriel Piguet como Justo entre as Nações. A cerimônia do título foi realizada em 22 de junho de 2001, em Paris. Madre Marie-Angélique Murat - superiora do internato Sainte Marguerite, Marthe Guillaume - irmã de uma das freiras, que escondeu três crianças, e Marie Lafarge - sobrinha do bispo Piguet e diretora leiga da instituição, também foram reconhecidas como Justas entre as Nações, em 1996.